# Gideon Nxumalo
Gideon „Mgibe“ Nxumalo [nkǁɔˈmalɔ] (* 15. Juni 1929 in Kimberley; † 24. Dezember 1970) war ein südafrikanischer Jazzmusiker (Piano, Marimba), der vor allem als Komponist von Bedeutung ist. Er gilt als einer der wichtigsten südafrikanischen Musiker seiner Generation.

## Leben und Wirken
Nxumalo, der eine klassische Musikausbildung hatte und die Universität absolvierte und auch Klarinette, Gitarre, Schlagzeug und Viola spielte, war zunächst ein Musiker des Swing, der sich dann neueren Musikrichtungen öffnete. Als Mgibe war er seit 1954 der Moderator der Radiosendung This is Bantu Jazz der South African Broadcasting Corporation. Aufgrund seines politischen Engagements nach dem Sharpeville-Massaker verlor er diese Stellung.
Im Dorkay House von Johannesburg lehrte Nxumalo Klavier und Musiktheorie. Weiterhin war er auch als Schriftsteller, bildender Künstler und Schauspieler aktiv. 1958/59 war er Mitglied des Quartetts von Philip Tabane; auch trat er mit Dorothy Masuka oder den Manhattan Brothers auf. Mit eigenem Ensemble spielte er zwei Jazzplatten ein; in deren Kompositionen gelang es ihm, die unterschiedlichsten musikalischen Stile zusammenzuführen: von Swing und Big-Band-Elementen bis hin zu indigenen afrikanischen Rhythmen.
Nxumalo schrieb auch ein Streichquartett, Werke für Kammerorchester, Theatermusiken sowie das Musical Sponono, das 1964 am Broadway aufgeführt wurde. Seine Musik wurde (ebenso wie die von Max Roach) für die Vertonung des heimlich in Südafrika während des Apartheid-Regimes aufgenommenen Films Dilemma (1962) von Henning Carlsen verwendet.
Seine Suite „Jazz Fantasia“ wurde 2009 vom südafrikanischen Jugendorchester Miagi und dem Bundesjazzorchester/Bundesjugendorchester auf internationalen Tourneen aufgeführt.

## Diskografische Hinweise
- Jazz Fantasia mit Kippie Moeketsi, Dudu Pukwana, Martin Mgjima, Makaya Ntshoko (1962)
- Gideon Plays mit Mackay Davashe, Denny Nene, Gordon Mjandu, Maurice Nto Mgudlwa (1968)